# Барково (Ленинградская область)
Барково — деревня в Доможировском сельском поселении Лодейнопольского района Ленинградской области.

## История
На плане западной части Лодейнопольского уезда 1818 года упоминается село Барково.

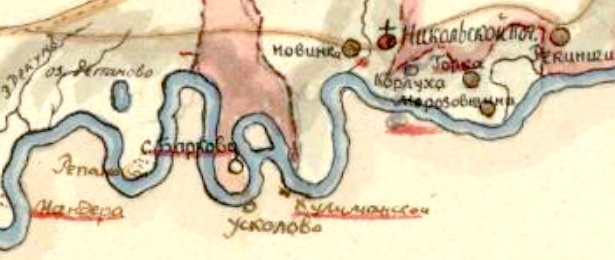
Село Барково на плане 1818 года

На карте Санкт-Петербургской губернии Ф. Ф. Шуберта 1834 года обозначена деревня Боркова и близ неё Монастырь Веденской.

БАРКОВО — деревня принадлежит Казённому ведомству, число жителей по ревизии: 33 м. п., 48 ж. п. (1838 год)

БАРКОВО — деревня Ведомства государственного имущества, по просёлочной дороге, число дворов — 13, число душ — 23 м. п. (1856 год)

БАРКОВО — деревня казённая при реке Ояте, число дворов — 12, число жителей: 39 м. п., 53 ж. п. (1862 год)

Согласно военно-топографической карте Санкт-Петербургской и Новгородской губерний 1863 года деревня называлась Боркова.
Сборник Центрального статистического комитета описывал её так:

БОЛЬШАЯ БАРКОВА — деревня бывшая государственная, дворов — 14, жителей — 58; лавка. (1885 год)

В конце XIX — начале XX века деревня административно относилась к Доможировской волости 3-го стана Новоладожского уезда Санкт-Петербургской губернии.
Усадище Барково принадлежало вдове, полковнице Анне Семёновне, и её малолетнему сыну Семёну Николаевичу Корсакову.
В 1918 году Барково вошло в коммуну «Пролетариат».
С 1917 по 1919 год деревня входила в состав Доможировской волости Новоладожского уезда.
С 1919 года в составе Чашковского сельсовета Пашской волости Волховского уезда.
Согласно карте Петербургской губернии издания 1922 года деревня называлась Боркова.

БАРКОВО — деревня, крестьянских дворов — 28, прочих — 1. Население: мужчин — 64, женщин — 63. (1926 год)

С 1927 года в составе Пашского района. В 1927 году население деревни составляло 127 человек.
С 1928 года в составе Рекинского сельсовета.
Согласно карте Ленинградской области Северо-западного аэрогеодезического треста ГГУ издания 1932 года деревня состояла из двух частей: Большое Барково, которое насчитывало 14 крестьянских дворов и Малое Барково из двух дворов.
По данным 1933 года деревня Барково входила в состав Рекинского сельсовета Пашского района Ленинградской области.

Деревня Барково на карте РККА 1940 года

С 1955 года в составе Новоладожского района.
В 1958 году население деревни составляло 85 человек.
С 1960 года в составе Доможировского сельсовета.
С 1963 года в составе Волховского района.
По данным 1966 и 1973 годов деревня Барково также входила в состав Доможировского сельсовета Волховского района.
По данным 1990 года деревня Барково входила в состав Доможировского сельсовета Лодейнопольского района.
В 1997 году в деревне Барково Доможировской волости проживали 46 человек, в 2002 году — 32 человека (русские — 91 %).
С 1 января 2006 года в составе Вахновакарского сельского поселения.
В 2007 году в деревне Барково Вахновокарского СП проживали 36 человек, в 2010 году — 22.
С 2012 года в составе Доможировского сельского поселения.

## География
Деревня расположена в западной части района близ автодороги 41К-016 (Станция Оять — Плотично).
Расстояние до административного центра поселения — 6 км.
Расстояние до ближайшей железнодорожной станции Оять-Волховстроевский — 1 км.
Деревня находится на левом берегу реки Оять. На западной окраине деревни расположено озеро Монастырское.

## Демография
| 1838 | 1862 | 1885 | 1926 | 1997 | 2007 | 2010 |
| ---- | ---- | ---- | ---- | ---- | ---- | ---- |
| 81   | ↗92  | ↘58  | ↗127 | ↘46  | ↘36  | ↘22  |
| 2014 | 2017 |      |      |      |      |      |
| ↗38  | ↗40  |      |      |      |      |      |

### Национальный состав
Согласно данным Всероссийской переписи населения 2021 года в деревне проживали 46 человек, из них:
 русские — 45, узбеки — 1 человек.

## Инфраструктура
По данным администрации Доможировского сельского поселения:
- на 1 января 2014 года в деревне было зарегистрировано 19 домохозяйств и 50 жителей[27].
- на 1 января 2021 года в деревне было зарегистрировано 22 домохозяйства и 37 жителей[28].

## Улицы
Новая, Садовая.